# Akrotiri in Dekelija
Akrotiri in Dekelija, s polnim imenom Suvereni coni Akrotiri in Dhekelia (angleško Sovereign Base Areas of Akrotiri and Dhekelia, okrajšano SBA), je britansko čezmorsko ozemlje na otoku Ciper. Vključuje britanska vojaška oporišča s pripadajočo infrastrukturo in nekaj okoliškega ozemlja, ki ga je Združeno kraljestvo obdržalo po določilih leta 1959 sprejete pogodbe o neodvisnosti Cipra, prej britanske kolonije. Oporišči predstavljata pomemben člen britanskega omrežja za elektronsko izvidništvo v Sredozemlju in na Bližnjem vzhodu, pa tudi v podporo mirovnim silam Organizacije združenih narodov, nastanjenih na Cipru.
Ozemlji sta ločeni: Akrotiri leži na jugu Cipra blizu mesta Limassol, Dekelija pa na jugovzhodu, blizu Larnake. Skupaj merita 256 km² ali približno 3 % površine Cipra. Dekelija obkroža ozemlje vasic Xylotympou in Ormideia, ki sta torej ciprski eksklavi, njeno ozemlje pa meji tudi na Severni Ciper, ozemlje pod turškim nadzorom. Ima še eksklavo Ayios Nikolaos na severovzhodu, kjer stoji dodatno obveščevalsko oporišče.

## Status
Status ozemlja je v marsičem posebnost, tako sta Akrotiri in Dekelija zadnji suvereni coni, ki sta ostali ob razpadu Britanskega imperija, Ciper pa je edina država članica Organizacije združenih narodov, ki je ob tem pristala na omejeno suverenost nad delom lastnega ozemlja. Coni sta ostanek kolonialne dobe, med katero si je Združeno kraljestvo s prisotnostjo na Cipru zagotovilo strateški položaj za nadzor nad Sueškim prekopom in preostankom vzhodnega Sredozemlja, med hladno vojno pa je pridobilo pomen kot del loka, na katerem je zveza NATO nadzorovala aktivnosti Sovjetske zveze. Oporišče Kraljevega vojnega letalstva v Akrotiriju je takrat preraslo v največje britansko letalsko oporišče na svetu.
Ob vstopu Združenega kraljestva v Evropsko skupnost je bilo ozemlje izrecno izključeno iz zveze, prav tako 30 let kasneje, ko je Ciper vstopil v Evropsko unijo, v veljavi pa so ostali dogovori, ki dajejo pravice lokalnim prebivalcem. Po drugi strani ima Združeno kraljestvo pravico uporabljati ciprski zračni prostor in prometne povezave za oskrbo oporišč. Ozemlju, kljub temu, da leži ob obali, ne pripada teritorialno morje, zato nima lastnega pristanišča. To se sklada z določili sporazuma, po katerem Združeno kraljestvo uživa le toliko suverenosti, kot je v praksi nujna za vzdrževanje vojaške prisotnosti. V praksi vojaška uprava pogosto omejuje gibanje Ciprčanov, ki živijo v nekaj vaseh na ozemlju cone, skrbi pa povzroča tudi uporaba oporišč za vojaško posredovanje v bližnjevzhodnih in afriških državah ter kot del omrežja programa ECHELON za množično prestrezanje elektronskih komunikacij, kar bi lahko ogrozilo nacionalno varnost in diplomatski status Cipra.